# Twinset
Con il termine twinset o twin set si indica una combinazione di due capi di abbigliamento in maglia, normalmente un cardigan ed una maglia. I primi twinset cominciarono a diffondersi negli anni trenta.
Normalmente si tratta di due capi realizzati in lana o cashmere. La maglia è solitamente in materiale più leggero e più aderente, mentre il cardigan viene indossato sbottonato.
Fra i personaggi celebri ad averli indossati si ricordano Grace Kelly, Marilyn Monroe fra le altre. Negli anni recenti, nella cultura popolare, soprattutto cinematografica il twinset tende ad indicare una tendenza al conservatorismo. Un esempio recente è rappresentato da Joan Cusack nel film del 2004 School of Rock, nel quale il suo personaggio di carattere rigido e conservatore indossa un twinset grigio.